# Hans Gösta Nagl
Hans Gösta Nagl (* 16. April 1910 in Bozen; † 24. Februar 1995 in Linz) war ein österreichischer Maler und Grafiker.

## Leben und Wirken
Nagl wurde 1920 in Linz ansässig und maturierte dort 1928. Er studierte zunächst an der Technischen Hochschule Wien (Technische Physik), wechselte dann an die Hochschule für Welthandel Wien und schloss diese 1933 ab. Er belegte Abendkurse bei Paul Ikrath in Linz und verfeinerte seine Technik im Selbststudium in München und Karlsruhe. 1935 trat er der Künstlervereinigung MAERZ bei. Bis zu seiner Einberufung 1940 arbeitete er als Direktionssekretär einer Linzer Brauerei.
Ab 1945 war er in Linz als freischaffender Künstler vorwiegend mit Aquarellmalerei tätig. Landschaften und Motive der Technik waren bevorzugte Objekte seines Schaffens. Er beschäftigte sich auch mit industrieller Werbegrafik. Studienreisen führten ihn u. a. nach Norwegen und Sizilien. Er schuf eine umfangreiche Dokumentation zahlreicher Großbauten der Energiewirtschaft (Speicher- und Flusskraftwerke) in den österreichischen Alpen, an der Donau, am Inn und an der Enns sowie von Großbrücken des Autobahnbaus und Industrieanlagen.

## Ausstellung
Werke Nagls wurden im Rahmen von Gruppenausstellungen in Linz ausgestellt:
- An der Donau, Flussgeschichten einer Stadt, Nordico (2014)
- 100 Jahre MAERZ. Die Anfänge 1913 bis 1938, Norcico (2013)

## Werke
Gemälde, Zeichnungen
Gemälde Nagls wurden vom Oberösterreichischen Landesmuseum, der Stadt Linz u. a. angekauft.
- Winterliche nordische Seenlandschaft mit Stadtansicht am Ufer, Öl auf Holz, 1943
- Bombenruine des Volksgartengebäudes, 1947
- Mondsee - Wintertag, Mischtechnik auf Karton, 1948
- Motiv bei Ruttenschein, Aquarell (Ankauf 1960 Oö. Landesmuseum)
- Blick von Haagen auf Linz, Öl auf Platte, 1965
- Schiffswerft, Öl auf Platte, 1967
- Herbst im Ennstal (Ankauf 1971 Bundesministerium für Unterricht und Kunst)
- Ottensheim, Aquarell (Ankauf 1972 OÖ. Landesmuseum)
- Motiv bei Lobenstein
- Städtchen mit Brücke
- Linz Unfallkrankenhaus, Mischtechnik o. D.

Aufsätze, Gedichte
- Bergparadies Wurzeralm einst und jetzt in: Nachrichten der Sektion Linz des Österreichischen Alpenvereins, Jahrgang 26, Linz, 1974, Folge 4, S 3 bis 5
- Dös bleda Steckenpferd Der Mineraliensammler, Vereinszeitschrift der Vereinigten Mineraliensammler Österreichs, Folge 1, 1976